# Dusona intelligator
Dusona intelligator là một loài tò vò trong họ Ichneumonidae.